# Marcus Manilius
Marcus Manilius ist mit hoher Wahrscheinlichkeit der Name des Autors eines lateinischen Lehrgedichtes in fünf Büchern, genannt Astronomica. Das Thema des Werkes ist die hellenistische Astrologie. Der Dichter lebte im frühen 1. Jahrhundert n. Chr.

## Leben
Über Manilius als Person ist so gut wie nichts bekannt, nirgends wird er in der antiken Literatur erwähnt; jedoch werden einzelne Verse von mehreren Autoren zitiert. Selbst dieser Name ist lediglich von hoher Wahrscheinlichkeit: In älteren Handschriften ist der Autor anonym, spätere geben Manilius, Manlius und Mallius an. Die Entstehung der Astronomica fällt in die Zeit der Kaiser Augustus und Tiberius –  Terminus post quem ist die Varusschlacht 9 n. Chr. Manilius identifiziert sich mit Rom und der Pax Augusta, doch liegt seine Herkunft im Dunkeln und war Gegenstand der Forschung: Richard Bentley (1662–1742) hielt ihn für einen kleinasiatischen Griechen, Johann Friedrich Jacob (1792–1854) für einen nordafrikanischen.

## Werk
Manilius imitiert häufig Lucretius, seinen Vorgänger in der Lehrdichtung, dem er in Ernsthaftigkeit, Originalität und Kraft, dem trockenen Thema eine lebendige Anmutung zu geben, ähnelt. Der epikureischen Weltsicht des Lucretius setzt er das weltanschauliche und für die Stoa anschlussfähige Gebilde der Astrologie entgegen. Obwohl die Diktion einige Eigenheiten enthält, ist der Stil metrisch korrekt.
Das letzte in dem Gedicht erwähnte Ereignis ist die Niederlage des Varus gegen Arminius in der Varusschlacht im Jahr 9. Das fünfte Buch ist vor dem Regierungsantritt des Tiberius nicht geschrieben worden, scheint unvollständig zu sein und wurde vermutlich nie veröffentlicht, zumal es von nachfolgenden Autoren nie zitiert wird.
Das astrologische System der von Manilius Templa genannten Häuser, das menschliche Schicksale mit einem Tierkreiszeichen (Zodiak) verbindet, wurde über Jahrhunderte hinweg entwickelt, erscheint jedoch erstmals in den Astronomica. Das erste dieses System nutzende datierbare und überkommene Horoskop ist nur wenig älter und stammt etwa aus dem Jahr 20 v. Chr. Hingegen wandte Claudius Ptolemäus (um 130–170) das System im astrologischen Text Tetrabiblos fast gar nicht an.

## Rezeption
Firmicus Maternus, der zur Zeit Kaiser Konstantins I. schrieb, zeigt so viele Gemeinsamkeiten mit Manilius’ Werk, dass er es entweder benutzt oder auf eine gemeinsame Quelle zurückgegriffen haben muss. Da Firmicus erklärt, außer Caesar, Cicero und Fronto habe sich kaum ein Römer mit dem Thema befasst, hat er wahrscheinlich Manilius’ Werk gar nicht gekannt.
Zwei Handschriften der Astronomica aus dem 10. und 11. Jahrhundert haben in Klöstern die Zeit überdauert, die heute in Brüssel befindliche in der ehemaligen Abtei Argenton im Herzogtum Brabant, die andere ist heute in der Universitätsbibliothek Leipzig. Der unbekannte Text wurde von dem Humanisten Poggio Bracciolini in der Nähe von Konstanz 1416 oder 1417, während einer Unterbrechung des Konzils von Konstanz, entdeckt. Die editio princeps der Astronomica wurde von dem Astronomen Regiomontanus auf der Basis beschädigter Manuskripte vorbereitet und 1473 in Nürnberg veröffentlicht. Der Text wurde von Joseph Justus Scaliger kritisch durchgesehen, dessen Ausgabe zum ersten Mal 1579 in Paris und zum zweiten Mal 1600 in Leiden publiziert wurde. Eine wesentlich verbesserte Ausgabe stammt von Richard Bentley aus dem Jahr 1739. Die Loeb-Ausgabe von Alfred Edward Housman in fünf Bänden aus den Jahren 1903 bis 1930 galt lange als maßgeblich, ersetzt wurde diese 1977 durch die Ausgabe von George P. Goold, neue lateinische Textausgaben erschienen 1985 und 1996–2001.
Nach dem antiken Autor wurden der Mondkrater Manilius und der Asteroid (12163) Manilius benannt.
Die Astronomica sollen L. Sprague de Camp zufolge den Titel des Necronomicon, des von dem amerikanischen Horror-Autor H. P. Lovecraft erfundenen schwarzmagischen Werkes, inspiriert haben. 
Das wird aber in einem Artikel von Andrew Paul Wood als zweifelhaft bezeichnet.

## Ausgaben und Übersetzungen
- Manilius. Astronomica. Edited and translated by George P. Goold. Loeb Classical Library 469. Harvard University Press, Cambridge, MA 1977 .
- George P. Goold (Hrsg.): M. Manilii Astronomica. Teubner, Leipzig 1985.
- Manilio. Il poema degli astri (Astronomica), testo critico a cura di E. Flores, traduzione di Ricardo Scarcia, commento a cura di S. Feraboli e R. Scarcia. 2 Bände. Mailand 1996–2001.
- Manilius: Astronomica / Astrologie. Lateinisch/Deutsch, übers. und hrsg. von Wolfgang Fels, Reclam, Stuttgart 1990; 2008 (bibliographisch ergänzt).
- Wolfgang Hübner (Hrsg.): Manilius „Astronomica“, Buch V, 2 Bände. de Gruyter, Berlin u. a. 2010 (Einführung, Text, Übersetzung und Kommentar).